# Божимин
Божимин (пол. Borzymin; нем. Bören / Boeren) — сельское поселение в 5,5 км от города Рыпин Рыпинской волости Рыпинского повята Куявско-Поморского воеводства в Польше.
В 1975—1998 годах поселение Божимин входило во Влоцлавское воеводство.

## Демография
По данным польской национальной переписи населения 2011 года, в поселении проживало 370 человек, занимая 8 место по численности района.
|         | Всего | До трудоспособного возраста | Трудоспособного возраста | Старше трудоспособного возраста |
| ------- | ----- | --------------------------- | ------------------------ | ------------------------------- |
| Мужчины | 183   | 43                          | 113                      | 27                              |
| Женщины | 187   | 41                          | 105                      | 41                              |
| Всего   | 370   | 84                          | 218                      | 68                              |